# 461 a.C.

## Eventos
- Públio Volúmnio Amintino Galo e Sérvio Sulpício Camerino Cornuto, cônsules romanos.